# Sicherungslager Schirmeck-Vorbruck

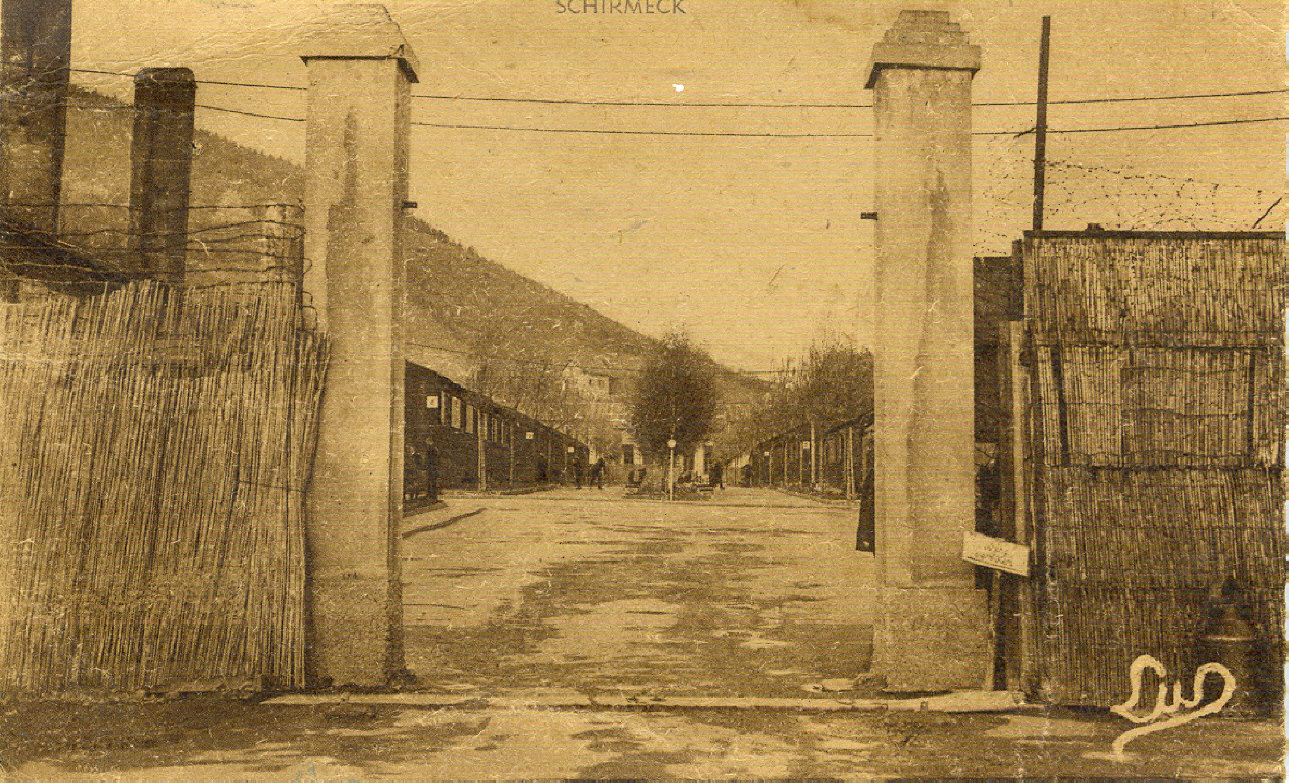
Das Haupttor des Sicherungslagers Schirmeck-Vorbruck

Das Sicherungslager Schirmeck-Vorbruck, französisch Camp de Schirmeck, war ein nationalsozialistisches Zwangslager, das in der Zeit der deutschen Besetzung des Elsass in Vorbruck bei Schirmeck von August 1940 bis November 1944 betrieben wurde. Schirmeck-Vorbruck diente den deutschen Polizeibehörden als „Erziehungslager“ im Zuge der „Germanisierung“ des Elsass unter Gauleiter Robert Wagner sowie als „Sicherungslager“, in dem Vorbeuge- und „Schutzhäftlinge“ festgehalten wurden.

## Bezeichnung
Die deutschen Behörden verwandten unterschiedliche Bezeichnungen für das Lager, die offenbar vom Haftgrund abhingen: Bei Verstößen gegen die Arbeitsordnung wurde von „Arbeitserziehungslager“ (AEL) gesprochen, bei „deutschfeindlichen Demonstrationen“ von „Sicherungslager“, bei der Einlieferung von Widerstandskämpfern findet sich auch die Bezeichnung „Konzentrationslager Schirmeck“.

## Geschichte

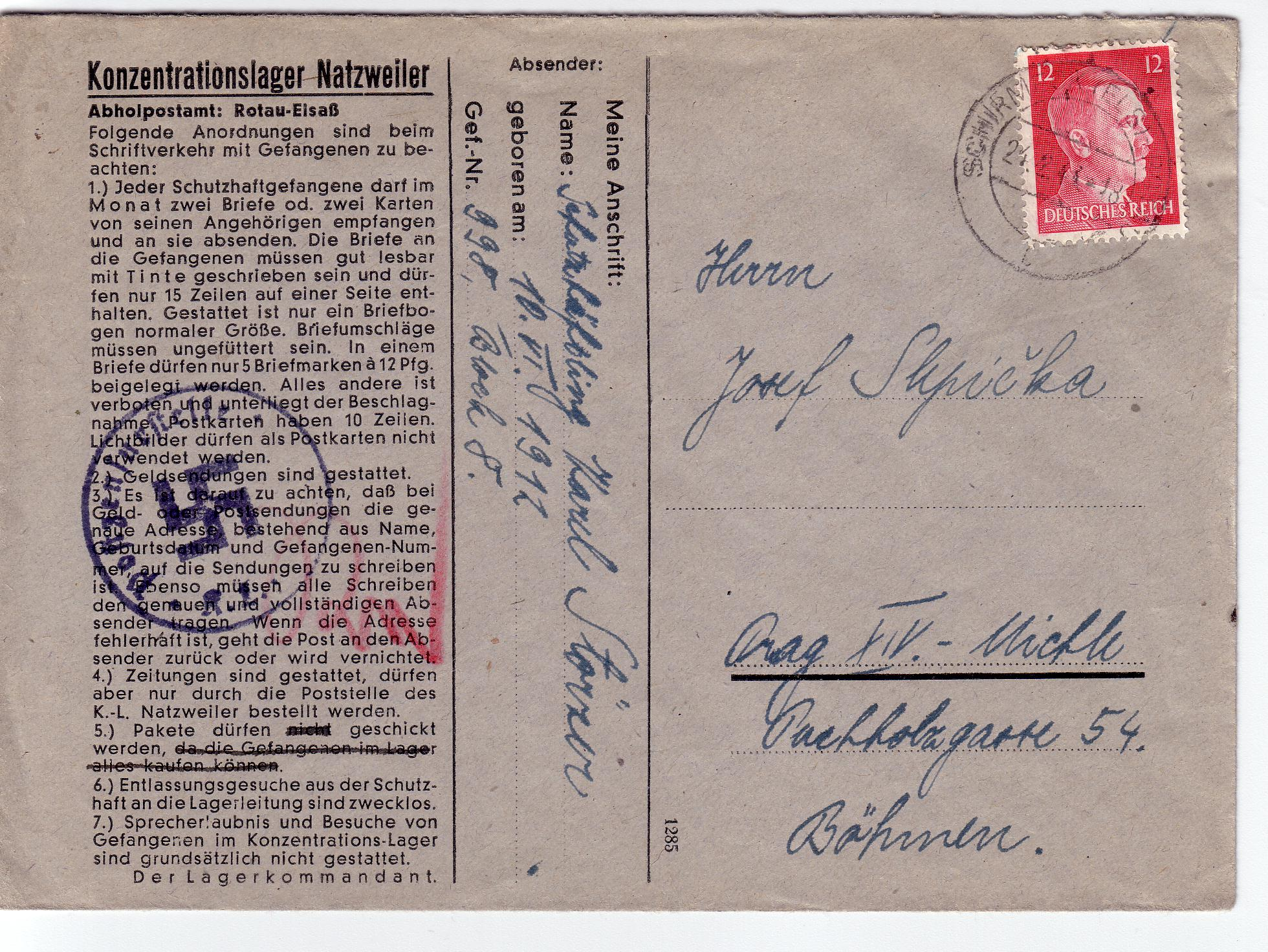
Zensurstempel: „Postzensurstelle K.-L. Natzweiler“,
Absender: „Meine Anschrift: Name: Schutzhäftling …, Gef.-Nr. 998, Block 8.“,
Adressiert: „Herrn Josef Sh…, Prag XIV.-Mic…, Pa… 54, Böhmen“,
Poststempel: „Schirmeck (Els) Rotau, 24.2.44“

Schirmeck-Vorbruck war eines der zahlreichen Zwangslager, die im nationalsozialistischen Herrschaftsbereich neben dem System der eigentlichen, der Inspektion der Konzentrationslager unterstehenden Konzentrationslager (KZ) bestanden. In der Erinnerung insbesondere der Häftlinge werden diese Zwangslager häufig als KZ wahrgenommen, auch herrschten dort ähnliche Haftbedingungen wie in den KZs. Wegen seiner Nähe zum vier Kilometer südöstlich gelegenen KZ Natzweiler-Struthof wird das Lager oft fälschlich für ein Außenlager dieses Stammlagers gehalten.
Das Sicherungslager wurde auf Befehl von Gauleiter Wagner nach Rücksprache mit dem lokalen Befehlshaber der Sicherheitspolizei und des SD (BdS) Gustav Scheel in einem vorhandenen Barackenkomplex errichtet und am 2. August 1940 eröffnet. Das Gelände befand sich am Ortsrand der Gemeinde La Broque (deutsch: Vorbruck), die unter deutscher Verwaltung mit Schirmeck zu einer Großgemeinde zusammengeschlossen war. Bis 1944 wurde das Lager schrittweise erweitert und gliederte sich in drei Bereiche:
- In das Vorlager beziehungsweise den Vorhof gelangte man durch das Haupttor; hier befanden sich die Kantine, die Verhörräume der Gestapo, Hundezwinger, Werkstätten, Garagen, die Lagerkommandantur und die Unterkünfte der Wachmannschaften.
- Im Hauptlager befanden sich elf hölzerne Baracken für männliche Häftlinge, der Appellplatz sowie mehrere Nebengebäude wie die Küche, Sanitärräume und die Krankenbaracke.
- Das Oberlager bestand ab Juli 1941 aus drei Steinbaracken, in der die weiblichen Häftlinge untergebracht waren. 1943 entstand im Oberlager ein „Festsaal“ genanntes Gebäude mit einem Saal für 2000 Personen, in dem der Lagerkommandant am Sonntagmorgen „Ansprachen“ an die Gefangenen hielt. Im Erdgeschoss des „Festsaals“ dienten 26 Einzelzellen der verschärften Isolationshaft.

Das gesamte Lager war mit Stacheldraht doppelt umzäunt und mit vier, mit Maschinengewehren ausgestatteten Wachtürmen versehen. Um das Lager patrouillierten Wachen mit Diensthunden. Es unterstand den „Strafvollzugsanstalten in Elsass-Lothringen“ und diente der Polizei, dem SD und der Gestapo als Haftort. Zwei Funktionen können unterschieden werden:
- „Erziehungslager“: Etwa 60 bis 70 % der Häftlinge wurden auf Anordnung des BdS eingewiesen, da sie sich der „Germanisierung“ von Elsass-Lothringen widersetzt hatten. Einweisungsgründe konnten unter anderem der Gebrauch der französischen Sprache, das Tragen von Baskenmützen, Widerspruch gegen die Eindeutschung von Familiennamen oder Kritik an Nationalsozialisten sein. Das Lager sollte zur „Umerziehung“ dieser Häftlinge dienen, die für drei bis sechs Monate festgehalten wurden und bei ihrer Entlassung eine Erklärung unterschreiben mussten, in der sie sich zu absolutem Stillschweigen über das Lager verpflichteten.
- „Sicherungslager“: Der Gestapo diente Schirmeck-Vorbruck zur Unterbringung von Vorbeugehäftlingen, die zwischen sieben und 21 Tagen im Lager festgehalten wurden. Häftlinge, die auf Grund eines „Schutzhaftbefehls“ des Reichssicherheitshauptamtes festgenommen worden waren, wurden in Schirmeck-Vorbruck vorübergehend festgehalten und dann in andere Gefängnisse oder Konzentrationslager verlegt, insbesondere nach Natzweiler-Struthof oder Dachau.

In Schirmeck-Vorbruck waren überwiegend Franzosen inhaftiert, aber auch Amerikaner, Belgier, Deutsche, Engländer, Polen, Rumänen, Russen oder Skandinavier. Unter den Häftlingen befanden sich unter anderem so genannte Arbeitsverweigerer, „Berufsverbrecher“, Bettler, Fluchthelfer, Geistliche, Homosexuelle, illegale Grenzgänger, Gegner des NS-Regimes, Prostituierte oder Wehrdienstverweigerer. Die Gesamtzahl der in Schirmeck-Vorbruck Inhaftierten wird auf bis zu 25.000 Menschen geschätzt; im Durchschnitt wurden in getrennten Lagerbereichen 1000 Männer und 250 Frauen gefangen gehalten. Im Standesamt Schirmeck sind 76 Todesfälle registriert; Schätzungen gehen jedoch von bis zu 500 Toten aus. Nach Fertigstellung des Krematoriums im KZ Natzweiler wurden die Leichen Schirmecker Häftlinge dort verbrannt. 107 Mitglieder des Widerstandsnetzes „Alliance“, die seit Mai 1944 in Schirmeck-Vorbruck inhaftiert waren, wurden in der Nacht vom 1. auf den 2. September 1944 in Natzweiler ermordet.
Lagerkommandant war der SS-Hauptsturmführer Karl Buck, der bereits andere Konzentrationslager geführt hatte. Buck wurde nach Kriegsende in zwei Verfahren vor britischen und französischen Militärgerichten zum Tode verurteilt, zu lebenslanger Haft begnadigt und im April 1955 aus französischer Haft entlassen. Buck unterstanden als Adjutant und Lagerführer der Kriminalobersekretär Robert Wünsch und als Führer der Wachmannschaft Karl Nussberger. Die Wachmannschaft bestand aus zunächst 40, später bis zu 95 Schutzpolizisten, die alle sechs Wochen ausgewechselt wurden. Insgesamt wurden 1200 Polizisten in Schirmeck-Vorbruck als Wachen eingesetzt. Die Lagerverwaltung setzte sich aus etwa 100 Polizisten, meist SS-Mitglieder zusammen. Sie waren beispielsweise als Einkaufsleiter, Verwaltungsleiter, Hundeführer oder Leiter der Effektenkammer beschäftigt.

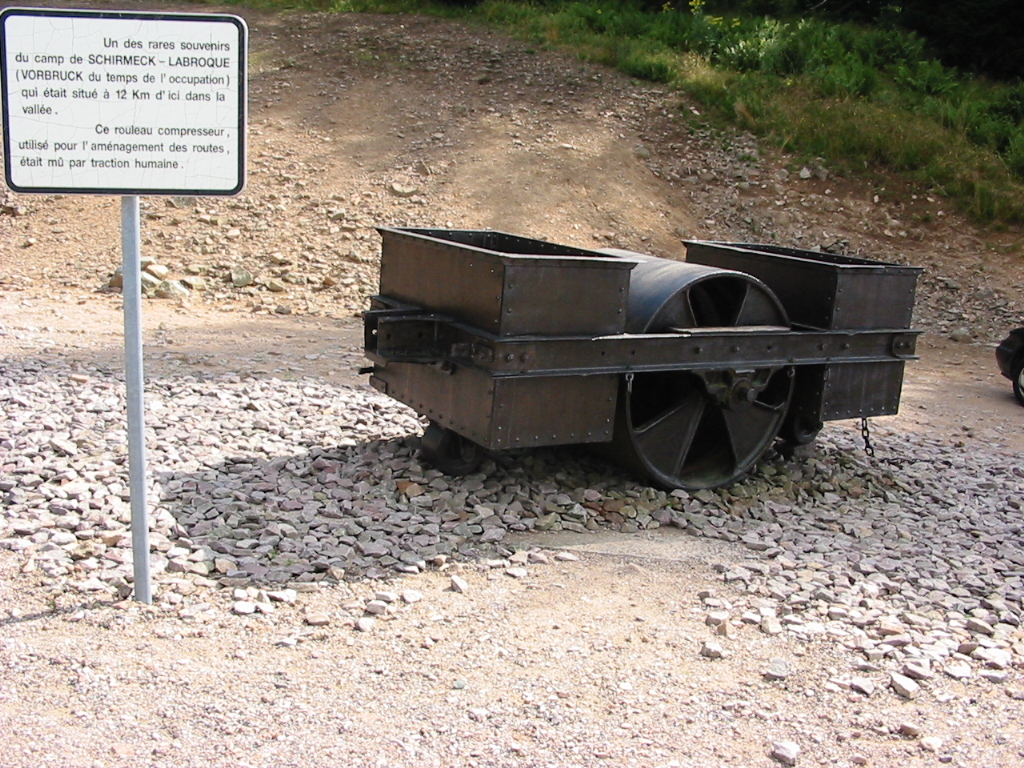
Straßenwalze, die von Hand gezogen werden musste.

Neu eingelieferte Gefangene wurden in alte Wehrmachtuniformen eingekleidet. Im Gegensatz zu der in Konzentrationslagern üblichen Kennzeichnung der Häftlinge variierten in diesem Sicherungslager die Kennzeichnungen. Statt Winkel wurden farbige Stofffetzen ausgegeben, für Juden beispielsweise blaue. Im Alltag waren die Gefangenen der Willkür des Wachpersonals ausgesetzt. Charles Pabst, ein wegen „deutschfeindlicher Gesinnung“ verhafteter Pfarrer, berichtet von Ohrfeigen und Faustschlägen ins Gesicht. Neuankömmlinge seien auch an Regentagen gezwungen worden, die Lagerwege im Schlamm kriechend oder hüpfend zurückzulegen. Derartige Schikanen seien von den Wärtern in Anlehnung an den Namen des Lagerleiters „Zirkus Buck“ genannt worden, so Pabst. Pierre Seel, ein homosexueller Häftling, schildert in seiner Autobiografie die Hinrichtung eines Häftlings, der vor den Augen seiner Mitgefangenen auf dem Appellplatz von Wachhunden zerfleischt wurde. Der Verpflegungssatz der Häftlinge war auf 1.200 kcal festgesetzt. Von den 1,05 RM, die pro Tag zur Ernährung eines Häftlings zur Verfügung standen, wurden 40 Pfennig in eine Schwarze Kasse abgezweigt. Häftlingsberichten zufolge verloren Gefangene innerhalb weniger Wochen bis zur Hälfte ihres Körpergewichts. Ab Mai 1943 führte der Mediziner Eugen Haagen Fleckfieberversuche an circa 25 polnischen Häftlingen durch. Zwei Häftlinge starben bei den Versuchen, die nach Kriegsende Verhandlungsgegenstand im Nürnberger Ärzteprozess waren.
Die Häftlinge mussten innerhalb und außerhalb des Lagers Zwangsarbeit leisten. Zu den Außenkommandos gehörten ein Steinbruch in Herbach, Waldarbeiten, die Ausbesserung von Eisenbahngleisen sowie der Straßenbau, bei dem bis zu zehn Gefangene eine schwere Walze ziehen mussten. Ein Außenkommando bestand auf dem Gelände des heutigen Flughafens Straßburg-Entzheim in 35 Kilometer Entfernung. Weitere Häftlinge wurden von der Lagerkommandantur an Betriebe „vermietet“. Der Daimler-Benz-Konzern richtete Ende 1943 direkt neben dem Lagergelände eine Produktionsstätte ein, in der Gefangene Ersatzteile produzieren mussten.

## Befreiung
Ab August 1944 wurde das Lager aufgelöst und der größere Teil der Gefangenen ins Deutsche Reich deportiert. Im Ortsteil Rotenfels der Stadt Gaggenau entstand ein weiteres Sicherungslager. Die dort internierten 1.600 Häftlinge mussten in den Daimler-Benz-Werken und anderen Betrieben Zwangsarbeit verrichten. Andere Häftlinge wurden in die Außenlager Haslach im Kinzigtal sowie Sulz am Neckar des KZs Natzweiler-Struthof verlegt. Vorübergehend waren 700 Häftlinge auch in der Bastion XII der Festung Rastatt inhaftiert, da andere Lager überfüllt waren.
Der BdS befahl am 22. November 1944 die endgültige Auflösung des Lagers Schirmeck-Vorbruck. Nach der Flucht der Wachmannschaft blieben etwa 300 weibliche Häftlinge im Lager zurück, die zum Teil bei Einwohnern der Umgebung Zuflucht fanden. Am 24. November 1944 befreiten Soldaten der US-Armee das Lager, das zuvor von der örtlichen Bevölkerung geplündert worden war. Die ins Deutsche Reich deportierten Häftlinge blieben zumeist bis April 1945 gefangen.
Zwischen Januar 1945 und Dezember 1949 waren im ehemaligen Sicherungslager französische Kollaborateure interniert. Der Plan des Bürgermeisters von La Broque, auf dem Lagergelände ein Museum und eine Gedenkstätte zu errichten, scheiterte 1952. Das Lager wurde ab Mitte der 1950er Jahre abgebrochen und das verbliebene Baumaterial verkauft. Auf dem Gelände entstand eine Wohnsiedlung; zwei Gebäude blieben erhalten und werden noch in der Gegenwart genutzt: Die ehemalige Lagerkommandantur und eine Werkshalle. An die Opfer von Schirmeck erinnern heute eine Gedenktafel an der ehemaligen Lagerkommandantur, eine Gedenkstele nahe dem Bahnhof sowie ein Gedenkstein auf dem Schirmecker Friedhof. Im Juni 2005 entstand am Ortsrand von Schirmeck das Mémorial de l’Alsace-Moselle (Gedenkstätte Elsass-Mosel), das sich mit der Geschichte der Region befasst. Ein Teil der Ausstellung widmet sich dem Lager Schirmeck-Vorbruck.